# Sida asterocalyx
Sida asterocalyx är en malvaväxtart som beskrevs av Sally T. Reynolds och A.E. Holland. Sida asterocalyx ingår i släktet sammetsmalvor, och familjen malvaväxter. Inga underarter finns listade i Catalogue of Life.